# پراکندگی ناکشسان
در علوم شیمی، فیزیک هسته‌ای و فیزیک ذرات، پراکندگی ناکشسان یا پراکندگی غیرکشسان یک فرایند پراکندگی اساسی است که در آن انرژی جنبشی یک ذره برخوردی حفظ نمی‌شود (برخلاف پراکندگی کشسان). در یک فرایند پراکندگی غیرکشسان، مقداری از انرژی ذره برخوردی از بین می‌رود یا افزایش می‌یابد. اگرچه این اصطلاح از نظر تاریخچه با مفهوم برخورد غیرکشسان در دینامیک مرتبط است، اما این دو مفهوم کاملاً از هم متمایز هستند. برخورد غیر کشسان در دینامیک به فرآیندهایی گفته می‌شود که در آن کل انرژی جنبشی ماکروسکوپی حفظ نمی‌شود. به‌طور کلی پراکندگی ناشی از برخوردهای غیرکشسان، غیرکشسان خواهد بود، اما از آنجایی که برخوردهای کشسان بیشتر اوقات انرژی جنبشی را بین ذرات منتقل می‌کنند، پراکندگی ناشی از برخوردهای کشسان نیز می‌تواند غیرکشسان باشد؛ همان‌طور که در پدیده پراکندگی کامپتون دو ذره در برخورد انرژی رد و بدل می‌کنند در حالی که باعث می‌شود یک ذره انرژی از دست بدهد.

## الکترون‌ها
هنگامی که یک الکترون ذره برخوردی باشد، احتمال رخ دادن پراکندگی غیرکشسان، معمولاً کمتر از پراکندگی کشسان است (بسته به انرژی الکترون برخوردی). بنابراین در موارد پراش الکترون گازی (GED)، پراش الکترون پرانرژی بازتابی (RHEED) و پراش الکترون عبوری، از آنجایی که انرژی الکترون برخوردی زیاد است، می‌توان مقدار پراکندگی غیرکشسان الکترون را نادیده گرفت. اولین مدارک مستقیم را برای وجود کوارک‌ها از طریق پراکندگی غیرکشسان ژرف الکترون‌ها از پروتون‌ها ارائه شد.

پراکندگی ناکشسان ژرف یک لپتون روی یک هادرون

## فوتون‌ها
هنگامی که یک فوتون ذره برخوردی باشد، یک فرایند پراکندگی غیرکشسان به نام پراکندگی رامان وجود خواهد داشت. در این فرایند پراکندگی، بین فوتون برخوردی و ماده (گاز، مایع و جامد) برهمکنش اتفاق می‌افتد و فرکانس فوتون به سمت قرمز یا آبی تغییر می‌کند. جابجایی قرمز را زمانی می‌توان مشاهده کرد که بخشی از انرژی فوتون به ماده منتقل شود. این انرژی طبق فرآیندی به نام استوکس در پراکندگی رامان به انرژی درونی ماده اضافه می‌شود.
جابجایی آبی را زمانی می‌توان مشاهده کرد که انرژی درونی ماده به فوتون منتقل شود. این فرایند در پراکندگی رامان، ضد استوکس نامیده می‌شود.
پراکندگی غیرکشسان در برهمکنش بین یک الکترون و یک فوتون نیز دیده می‌شود. وقتی یک فوتون پرانرژی با یک الکترون آزاد برخورد می‌کند و انرژی را انتقال می‌دهد، این فرایند پراکندگی کامپتون نامیده می‌شود (به‌طور دقیق تر، مرز باید ضعیف باشد زیرا یک الکترون آزاد نمی‌تواند در پراکندگی غیرکشسان با فوتون شرکت کند).
علاوه بر این، هنگامی که یک الکترون با انرژی نسبی با یک فوتون مادون قرمز یا مرئی برخورد می‌کند، الکترون به فوتون انرژی می‌دهد. این فرایند پراکندگی کامپتون معکوس نامیده می‌شود.

نمودار پراکندگی کامپتون (یک نوع پراکندگی غیرکشسان)

## نوترون‌ها
نوترون‌ها تحت انواع مختلفی از پراکندگی از جمله پراکندگی کشسان و غیرکشسان قرار می‌گیرند. اینکه پراکندگی کشسان یا غیرکشسان باشد به سرعت نوترون بستگی دارد که می‌تواند سریع، حرارتی یا مابین آن‌ها باشد. این پدیده همچنین به هسته ای که برخورد می‌کند و مقطع نوترونی آن بستگی دارد. در پراکندگی غیرکشسان، نوترون با هسته برهمکنش می‌کند و انرژی جنبشی سیستم تغییر می‌کند. این اتفاق اغلب هسته را فعال می‌کند و آن را در یک حالت پرانرژِی برانگیخته، ناپایدار و کوتاه‌مدت قرار می‌دهد که باعث می‌شود هسته به سرعت نوعی تابش ساطع کند تا بتواند را به حالت پایدار یا پایه برگردد (آلفا، بتا، گاما و پروتون ممکن است ساطع شوند). ذرات پراکنده شده در این نوع واکنش هسته ای ممکن است باعث تغییر تکانه هسته در جهت‌های دیگر شوند.

## برخوردهای مولکولی
در برخوردهای مولکولی، پراکندگی غیرکشسان پدیده ای رایج است. هر برخوردی که منجر به یک واکنش شیمیایی شود، غیر کشسان خواهد بود؛ بنابراین اصطلاح پراکندگی غیرکشسانی به برخوردهایی که منجر به واکنش نمی‌شوند، اختصاص داده شده است. انتقال انرژی بین حالت‌های انتقالی (انرژی جنبشی)، چرخشی و ارتعاشی وجود دارد.
اگر انرژی منتقل شده در مقایسه با انرژی برخوردی ذره پراکنده شده کوچک باشد، پراکندگی شبه کشسان رخ داده است.